# Studenne
Studenne (w latach 1977–1981 Studzienne) – nieistniejąca wieś w Polsce położona w województwie podkarpackim, w powiecie leskim, w gminie Solina. Leży w Bieszczadach, nad dopływem Sanu, u podnóża Tołstej.
Studenne oznacza "zimne miejsce". Wieś założona na prawie wołoskim przed 1580 rokiem, miała przysiółek "Luch" (późniejsze Obłazy) przynależne do Tworylnego.
W połowie XIX wieku właścicielem posiadłości tabularnej Studenne był Karol hr. Łoś.
W 1921 liczyła 37 domów i 217 mieszkańców (205 grek., 1 rzym., 11 mojż.). Mieszkało tutaj także kilka rodzin cygańskich. Po II wojnie światowej Studenne całkowicie zniszczono, również wybudowaną w 1926 roku cerkiew, która stała na grzbiecie wzniesienia oddzielającego Studenne od Terki, miejsca z którego widać dolinę Sanu na odcinku ponad 30 km. U ujścia potoku do Sanu, pod Tołstą, znajdowało się źródełko uznawane za cudowne, a nad nim kapliczka ufundowana w 1873 r. przez miejscowego gospodarza Hryhorija Jawornyćkiego.
Przez Studenne biegnie nieoznakowany szlak doliny Sanu z Terki do Zatwarnicy.